# 六百字編羅馬字註解
《六百字編羅馬字註解》（白話字：La̍k-pah-jī Phian Lô-má-jī Chù-kái）是一本台語白話字字典，由廉德烈、沈毅敦、王守勇、陳延齡等人合編，台南新樓書房出版，1925年3月16日初版，1932年8月17日二版。全書共計44頁，本文共分為60課，每課皆以羅馬字標音並介紹10個漢字。

## 外部連結
- 台灣白話字文獻館－六百字編羅馬字註解
- 六百字編羅馬字註解－車迷的世界[]